# Francesco De Biasio
Francesco De Biasio (Alleghe, 5 febbraio 1985) è un hockeista su ghiaccio italiano, milita come difensore nell'Alleghe, squadra della Italian Hockey League.

## Carriera

### Club
Francesco, figlio dell'ex-capitano dell'Alleghe Hockey Paolo De Biasio, iniziò la propria carriera proprio nella formazione veneta, arrivando ad esordire in prima squadra nel corso della stagione 2002-2003.
Nell'estate del 2013, in seguito alla mancata iscrizione in Elite.A del club veneto De Biasio firmò con l'HC Valpellice. De Biasio lasciò la squadra della propria città natale dopo dieci stagioni con oltre 400 presenze. Il giocatore fu riconfermato con i torresi anche per le due stagioni successive.
Quando, nell'estate del 2016, i piemontesi rinunciarono all'iscrizione alla neonata Alps Hockey League, De Biasio approdò al Cortina.
Dopo due stagioni al Cortina, nell'estate del 2018 fu il primo acquisto dell'Hockey Milano Rossoblu neoiscritto alla Alps Hockey League. La società, visti i risultati al di sotto delle aspettative, decise nel successivo mese di dicembre di liberare i giocatori con gli ingaggi più elevati, e De Biasio accettò la proposta dell'HC Gherdëina.. Nella stagione 2019/2020 milita nella Valpeagle ed al termine della stagione, firma nel settembre 2020 per i Mastini di Varese nell'Italian Hockey League.

### Nazionale
De Biasio entrò nell'ambito della Nazionale italiana già nel 2002, prendendo parte ai mondiali di categoria Under-18 nel 2002 e nel 2003, successivamente a quelli riservati agli Under-20 nel 2005. In 14 presenze ufficiali con le Nazionali giovanili vanta una rete e due assist.
Nell'aprile del 2013 esordì con la maglia della Nazionale maggiore in un match contro la Slovenia, in preparazione al mondiale di Prima Divisione disputatosi in Ungheria. Nello stesso anno partecipò inoltre alle Universiadi del Trentino, chiuse al sesto posto.

## Palmarès

### Club
- Coppa Italia: 1

Valpellice: 2015-2016